# Städte wagen Wildnis

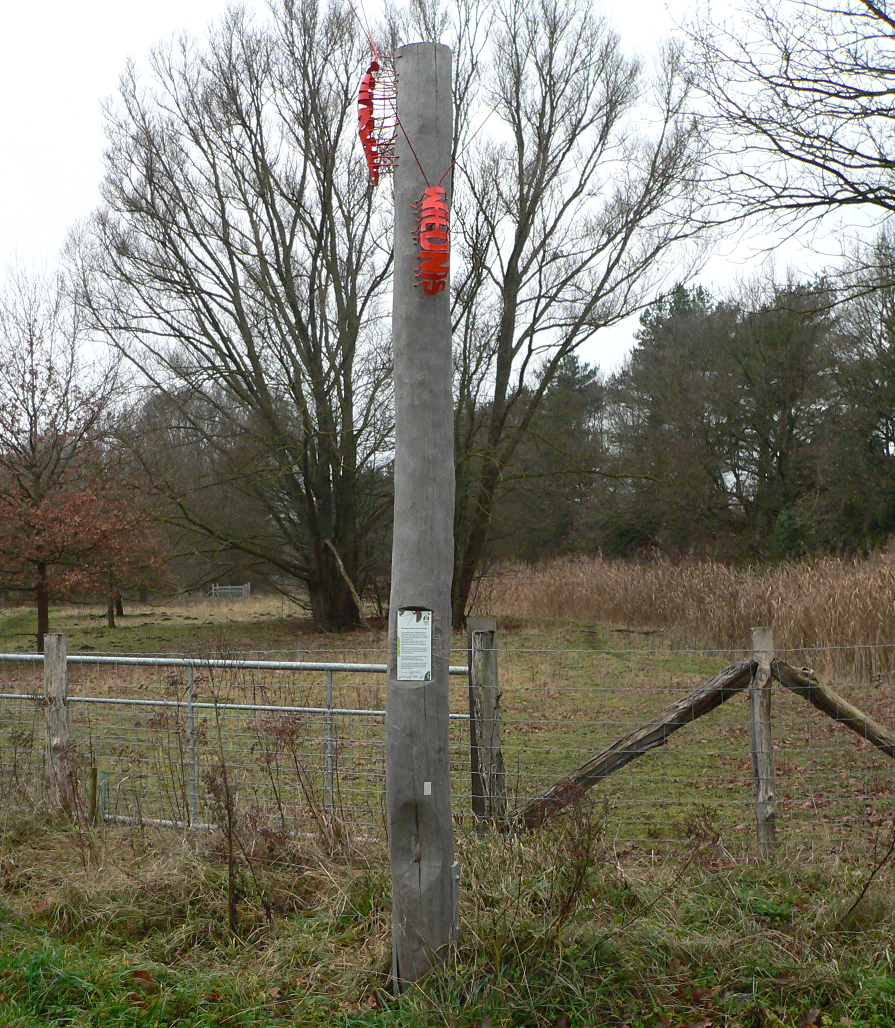
Pfahl mit roten Asseln als Logo des Modellprojekts an einer Weide in Hannover-Lahe

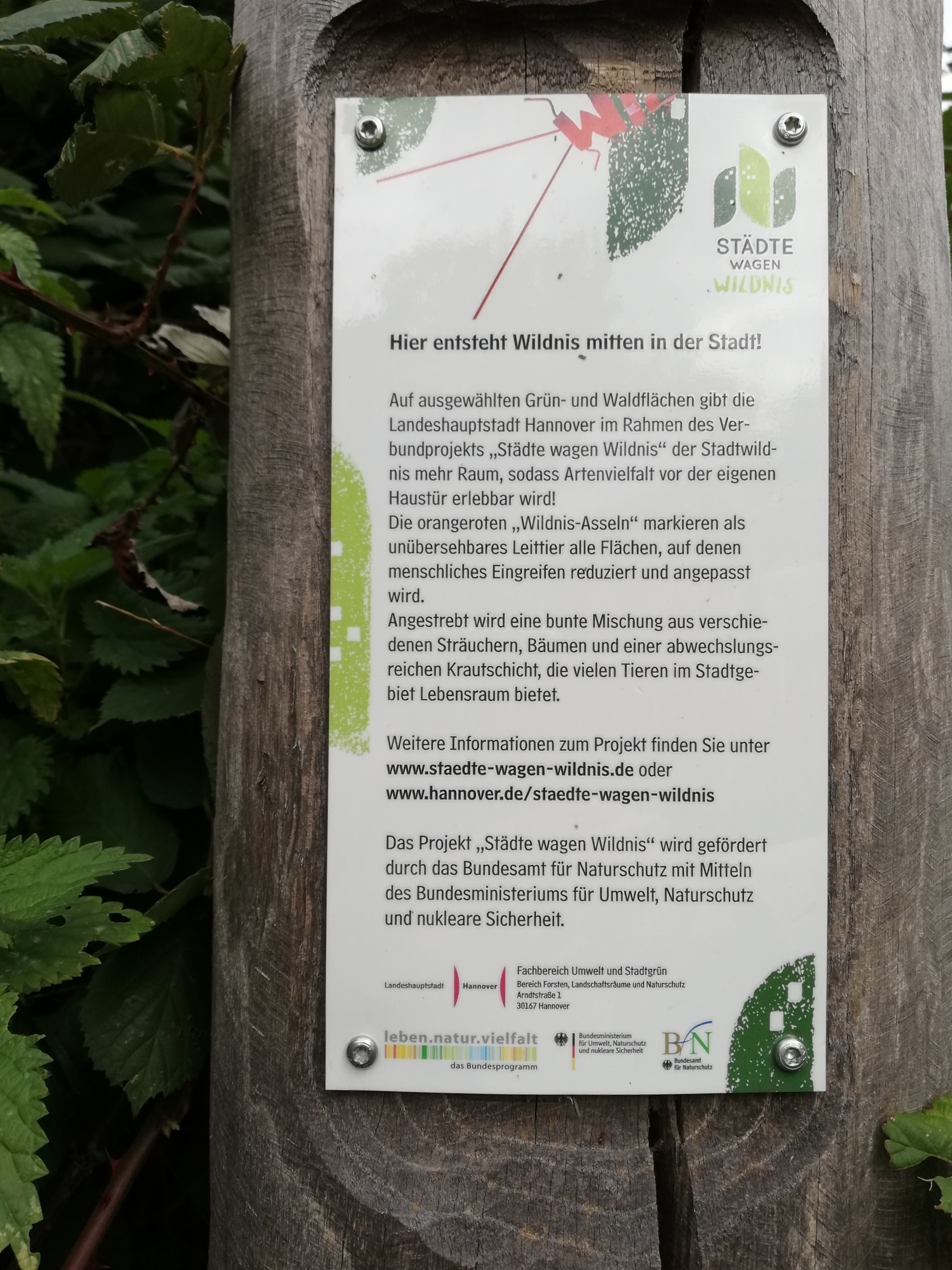
Tafel mit Signet des Modellprojekts und Erläuterungen an der Straße Am Ihlpohl in Hannover

Städte wagen Wildnis ist der Titel eines vom Bundesamt für Naturschutz geförderten Programms für „mehr Wildnis“ vor allem in Großstädten. Dabei sollen technische Eingriffe in von Menschen geschaffenen Grün- oder Brachflächen in Stadtlandschaften zurückgenommen werden, um einer natürlichen Entwicklung von Pflanzen und Tieren in menschengemachter – und von Menschen genutzter – Umgebung einen eigenen Spielraum zu geben.

## Geschichte
Im Zeitraum von 2016 bis 2021 formierten sich unter dem Arbeitstitel „Städte wagen Wildnis – Vielfalt erleben“ verschiedene Städte und wissenschaftliche Organisationen, um Projekte für zugleich ökologische wie gesellschaftsrelevante Fragestellungen wie Zielsetzungen zum Thema „Wildnis in der Stadt?!“ zu entwickeln. Die verschiedenen Ergebnisse unter dem gemeinsamen Titel „Städte wagen Wildnis“ wurde im „Bundesprogramm biologische Vielfalt“ vom Bundesamt für Naturschutz mit Mitteln des Bundesministeriums für Umwelt, Naturschutz und nukleare Sicherheit gefördert.
Innerhalb der ersten fünf Jahre widmeten sich zunächst die drei Städte Frankfurt am Main, Hannover und Dessau-Roßlau in Zusammenarbeit mit wissenschaftlichen Partnern und dem Verein Biodiversitätsnetzwerk BioFrankfurt e.V. dem Thema „Stadtwildnis“. Während der Erarbeitung unterschiedlicher Projekte mit Modellcharakter wurden die Kommunen von wissenschaftlichen Organisationen wie der Abteilung Botanik und Molekulare Evolutionsforschung des Senckenberg Naturmuseums und Forschungsinstituts Frankfurt, der Leibniz Universität Hannover sowie der Hochschule Anhalt begleitet.